# Melina Moreno
Melina Mariel Moreno (Lanús, Buenos Aires, Argentina; 13 de diciembre de 1996) es una futbolista argentina. Juega de mediocampista defensiva en Racing Club de la Primera División Femenina de Argentina.

## Trayectoria

### Clubes
| Club           | País      | Año             |
| -------------- | --------- | --------------- |
| River Plate    | Argentina | 2013 - 2021     |
| Sol de América | Paraguay  | 2021 - 2022     |
| Racing Club    | Argentina | 2022 - presente |